# Пересунько Сергій Іванович
Сергій Іванович Пересунько (нар. 2 лютого 1952, Бірки) — український правознавець, адвокат, політичний діяч. Заслужений юрист України. Народний депутат України 3-го скликання (1998—2002).

## Життєпис
Народився 2 лютого 1952 року в с. Бірки Олександрівського району Кіровоградської області.. Ріс і виховувався у сім‘ї, де було четверо дітей, яких утримувала одна мама. До 4-го класу навчався в Бірківській початковій школі. З 5-го класу — в Олександрівській середній школі-інтернаті, 9-й та 10-й класи середньої школи закінчував у Кіровоградській обласній школі-інтернаті.
Трудову діяльність розпочав на кіровоградському заводі «Червона Зірка», де працював пружинником.
Протягом 1980–1982 років проходив строкову військову службу в Каунаському навчальному полку Повітряно-десантних військ. Має 53 стрибки з парашутом. Старший сержант запасу. Після закінчення строкової військової служби працював в Олександрівському районному управлінні РУВС на посаді інструктора позавідомчої охорони.
У 1974 році вступив на перший курс денного відділення Харківського юридичного інституту, де був секретарем партійної організації 3-го факультету.
Впродовж 1978–1984 років працював на будівництві Байкало-Амурської магістралі в Управлінні Бамтунельбуд, де очолював юридичну роботу.
У 1983 році Сергія Пересунька було обрано народним суддею в м. Кіровограді. Працював суддею в Братську та Козачинсько-Ленську Іркутської області.

### Родина
У 1974 році одружився з провізором Ніною Петренко, з якою познайомився у п'ятому класі Олександрівської школи-інтернату. Має двох синів — Віталія (1975) та Святослава (1981). Святослав Пересунько деякий час очолював митні служби Івано-Франківщини та Кропивницького, у 2021 році був заарештований за підозрою в отриманні хабаря в розмірі 10 тисяч доларів, у 2022 році справа була закрита.

## Політична діяльність
У зв'язку із запрошенням Голови Кіровоградського облвиконкому Сергій Пересунько повернувся до України на посаду радника, а потім помічника народних депутатів В. Желіби та В. Панченка.
У 1990 році С.Пересунько ініціював утворення Партії прав людини, реорганізовану пізніше в Соціал-демократичну партію України (об‘єднану) — СДПУ(о) та був обраний заступником Голови партії.
У квітні 1998 року був обраний народним депутатом України та став одним із керівників фракції СДПУ(о) у Верховній Раді України, членом Комітету Верховної Ради України з питань правової політики.
У січні 1999 року, не погоджуючись з політичним курсом більшої частини керівництва СДПУ(о), відмовився від посади заступника голови партії, вийшов із лав СДПУ(о) та разом із своїми однодумцями створив нову партію — «Соціал-Демократичний Союз» та був обраний її Головою.
З 2000 року був членом Постійної делегації Верховної Ради України в Парламентській Асамблеї Організації з безпеки та співробітництва в Європі (ОБСЄ).
Протягом 2001–2002 років — керівник депутатської фракції «Єдність» у Верховній Раді України.
Протягом 2000–2002 років С.Пересунько — Голова двох спільних українсько-американських комісій «Щодо проблем військовополонених, інтернованих і осіб, зниклих безвісти» (аналогічну комісію в Російській Федерації очолював Президент Б.Єльцин) та «Щодо проведення правової реформи в Україні за новітніми технологіями», миротворчий посередник між Вашингтоном та Багдадом.
Неодноразово здійснював візити до Саддама Хусейна, наголошував на необхідності співробітництва з іракським політиком.
У 2008 році склав повноваження голови партії «Соціал-Демократичний союз» за станом здоров'я. Наразі на пенсії.

## Наукова діяльність
С. Пересунько — заслужений юрист України, кандидат юридичних наук. Голова Союзу виробників біодизелю України.
Автор унікальної, закріпленої авторським правом, технології щодо створення законодавства України, з допомогою якої власна системна правова база може бути утвореною в десятки разів швидше існуючих норм міжнародної практики.
Автор фундаментальної монографії «Право державної власності в Україні: історія, сучасність, перспективи», співавтор навчальних підручників для вищих навчальних закладів, автор есе із проблем теорії та практики державного, цивільного та партійного будівництва.

## Погляди
Станом на середину 2000-х років був активним прихильником відновлення ядерного потенціалу України, ефективних і партнерських відносин не тільки з Російською Федерацією, але й із усіма країнами колишнього СРСР. Ініціатор відновлення союзної держави, утвореної на принципах європейських стандартів. С. Пересунько — автор ідеї тимчасової компенсації світовою спільнотою відмови України від ядерної зброї в обмін на постійне членство України в Раді безпеки ООН.
У 2009 році організував встановлення білбордів на рідній Кіровоградщині зі своєю світлиною, картами Російської імперії та СРСР, та написом «Окраїно, згадай своє ім'я». «Цим плакатом ми хочемо нагадати громадянам України, хто ми є сьогодні, що ми народ великої держави» — казав Пересунько.
На своїй сторінці у Facebook неодноразово ностальгував за СРСР, називав Революцію гідності спецоперацією США.